# Trần Viết Thọ
Trần Viết Thọ (1836-1899), tự: Sơn Phủ, hiệu: Điềm Tĩnh cư sĩ; là tu sĩ Tam giáo, và là quan nhà Nguyễn trong lịch sử Việt Nam.

## Tiểu sử
Trần Viết Thọ là người làng Thâm Triều, huyện Đăng Xương, tỉnh Quảng Trị, nay là xã Triệu Tài, huyện Triệu Phong, tỉnh Quảng Trị trong một gia đình Nho học.
Năm Tân Mùi (1871) đời Tự Đức, ông thi đỗ Phó bảng, được bổ làm Tri huyện, rồi Tri phủ.
Biết tính ông chất phác, cương trực, Biện lý bộ Lại Nguyễn Hữu Độ và Tổng đốc Vũ Trọng Bình cùng đứng ra tiến cử, nên năm 1883, ông được chuyển về triều làm Chủ sự bộ Lại, sung Hành tẩu viện Cơ mật.
Ít lâu sau, ông mắc bệnh xin nghỉ, rồi vì lo phiền thời sự, ông không chịu ra làm quan nữa.
Tháng 5 năm Ất Dậu (tháng 7 năm 1885), cuộc phản công của phe chủ chiến ở Kinh thành Huế thất bại, Phụ chính Tôn Thất Thuyết phải phò vua Hàm Nghi chạy ra Quảng Trị, xuống dụ Cần vương. 
Hưởng ứng, đông đảo quân ứng nghĩa xông lên chiếm lấy thành tỉnh Quảng Trị. Nghe biến, Trần Viết Thọ bèn tới "đem việc họa phúc ra phân giải, đảng ấy liền phân tán và bỏ đi. Quan quân nhân đó thu lại tỉnh thành".
Đầu năm Đồng Khánh (1886), bổ ông làm Thị giảng học sĩ, lĩnh chức Án sát sứ tỉnh Quảng Nam. Sau phạm lỗi, chuyển ông làm Đốc học tỉnh ấy. Được hơn năm, triều đình nghĩ công ông "bài giải" vừa kể, nên lại bổ ông làm Thị giảng.
Thành Thái năm thứ 5 (1893), lấy cớ đã 59 tuổi , Trần Viết Thọ xin về hưu. Quan tỉnh Đào Hữu Ích cho là sĩ tử đang cần ông nên không cho, ông bèn gửi ấn rồi bỏ đi.
Về nhà, ông học môn tịch cốc (nhịn ăn để chuyên tu theo đạo Lão) nhưng không thành công. Sau đó, ông có chỉ cho truy phục hàm Thị giảng, và cho nghỉ dưỡng một vài năm. Một hôm, ông lại nghĩ đến việc tu, nên đến chùa Từ Hiếu ở Huế, xin xuất gia theo Phật. Tu ở đó, rồi sang tu ở chùa Diệu Đế , khá lâu sau, một hôm ông trở lại quê nhà, dựng am Cổ Tiên phụng thờ Tam giáo, và lập sẵn sinh phần (mộ xây sẵn) cho mình.
Một hôm, ông cho mời toàn thể gia quyến đến Am Cổ Tiên để căn dặn:
"Cha không hoàn thành được tâm nguyện đem tri thức giúp đời, cứu người.Nay cha muốn về với Phật....Các con phải chịu khó học đạo Thánh Hiền để hiểu được lẽ làm người.Học nhưng không thi cử.Chốn quan trường là nơi "miệng nam mô bụng bồ dao găm", nơi ấy không phải là chỗ để các con mưu sinh ! Để sống, các con chỉ được làm ba nghề: Làm ruộng, dạy học, làm thầy thuốc... Cha sẽ tự hỏa thiêu để về với Phật.Khi thấy lửa cháy thì đừng dập tắt mà phải thành kính niệm Phật hết lòng để linh hồn cha được siêu thoát.Thương cha, các con hãy nhớ lấy mọi điều cha dặn..."
Đó là ngày 9 tháng 2 Kỷ Hợi, tức ngày 21-3-1899, năm Thành Thái thứ mười một.
Đêm hôm sau, ngày 10 tháng 2 năm đó, tức ngày 22-3-1899, đợi đến thật khuya, ông châm đuốc phát hỏa bốn góc Am Tổ Tiên, rồi nhanh nhẹn đến ngồi trên năm tấm tranh cỏ tẩm dầu đã trải sẵn ở giữa Am, một tay cầm quyển kinh, một tay gõ mõ,miệng niệm Phật.Khi mọi người thức dậy thì ngọn lửa hồng đã bao trùm cả Am Tổ Tiên.Qua ánh sáng chập chờn của đám cháy, con cháu và dân làng thấp thoáng nhìn thấy Cư Sĩ Đại Sư Trần Viết Thọ đang ngồi tụng kinh, gõ mõ.Mọi người vô cùng thương xót, nhưng nhớ đến lời dặn của ông, mọi người thành tâm niệm Phật. Khi ngọn lửa bén đến tay áo rộng và quyển kinh, ông vẫn ngồi ngay ngắn trong tư thế thiền định. Cho đến khi ngọn lửa bao trùm cả toàn thân thì ông mới ngã xuống.Con cháu kêu khóc thảm thiết nhưng mọi người vẫn trong trật tự, chờ cho đến khi ngọn lửa tàn mới lao vào nâng thi thể ông lên, đặt trên giường...
Theo Đại Nam chính biên liệt truyện thì ông có soạn quyển Báo quốc tự lục và vài quyển Chu gia thi văn.

## Thương tiếc
Trần Viết Thọ dạy người ta lấy hai chữ "tiết tháo" làm đầu. Đương thời, nhiều học giả tôn ông làm thầy. Khi ông mất, hàng trăm nhà sư ở các chùa đến mở giới đàn đọc kinh sám nguyện đủ một tuần, và các quan ở kinh phần nhiều đều tới ai điếu . Trong số các câu đối viếng, nổi bật có câu của Cao Xuân Dục:
Thông tịch lai hoạn hải thăng trầm, trận mộng dĩ tùy khôi kiếp hóa;
Giải tô hậu, Hương sơn lai vãng, não thành tính nhập hỏa khanh không.
Nghĩa là:
Khoa danh vào sổ, biển hoạn thăng trầm, trần mộng đã theo hết với lửa.
Cỡi mũ về nhà, núi Hương qua lại, sầu thành dồn cả lửa lò không.

## Sách tham khảo
- Quốc sử quán triều Nguyễn, Đại Nam chính biên liệt truyện (phần "Cao tăng", truyện "Trần Viết Thọ"). Nhà xuất bản Văn học, 2004.